# Приманка (фильм, 1994)
«Приманка» — американский боевик 1994 года режиссёра Рафала Зелински.

## Описание сюжета
17-летняя Кайл приезжает в большой город в поисках своей сводной сестры Мерси. Но та находится в бегах после того, как её использовали, чтобы совершить убийство. Она разыскивается как полицией, так и киллерами. Кайл оказывается поблизости на улице. Теперь Кайл должна защитить её, попытавшись остановить преступников, похищающих молодых девушек. Но одна она не справится, так как на неё саму идет охота. И в этом ей поможет сержант полиции Ли Теффлер.

## Актёрский состав
- С. Томас Хауэлл — сержант Ли Теффлер
- Рене Хамфри — Кайл Брэдли
- Криста Эриксон — Мерси Купер
- Дэвид Лэбиоса — Роман Дельфино